# Charles de Gaulle - Étoile (metrostation)
Charles de Gaulle – Étoile er en station på metronettet i Paris og betjener metrolinjerne 1. 2 og 6 Den ligger på grænsen mellem 8., 16. og 17. arrondissement.

## Stationen
Stationen Étoile blev åbnet den 1. september 1900, hvilket var efter starten på linje 1, så det første stykke tid passerede togene den uden at standse.
Den 21. februar 1970, hvor RER-linjen lige var åbnet, skiftede stationen og pladsen navn til det nuværende, Charles de Gaulle – Étoile.
Dens perroner ligger under den nordlige del af Place Charles-de-Gaulle, på højde med Avenue des Champs-Élysées :
- Linjerne 1 og 2 har de sædvanlige to perroner hver
- Endestationen for linje 6 er en sløjfe under pladsen. Den ligger syd for linje 1's perroner og har en perron til venstre for toget til afstigning og en til højre for påstigning. Togene afgår igen med det samme for så at gøre et længere ophold på stationen Kléber.

## Adgang
Der er adgang til stationen fra
- avenue des Champs-Élysées, lige side
- Hjørnet af Place Charles de Gaulle / Avenue de Friedland lige side
- Place Charles de Gaulle (på hjørnet af Avenue de Wagram, lige side)
- Avenue Carnot, lige side
- Avenue Carnot, ulige side
- Avenue de la Grande Armée, lige side
- Avenue de la Grande Armée, ulige side
- Avenue Foch, ulige side
- Avenue de Wagram, ulige side

## Trafikforbindelser
- RATP
- Cars Air France  (mod Roissy CDG)